# Gonzalo Figueroa Yáñez
Gonzalo Figueroa Yáñez (Santiago de Chile, 12 de febrero de 1929 - 7 de noviembre de 2011) fue un abogado y académico chileno especializado en Derecho civil.

## Estudios
Fue el primer alumno del Colegio La Maisonnette, ubicado hoy en día en Luis Pasteur, Vitacura. El centro educativo fue fundado por su madre Gabriela Yáñez de Figueroa en 1936.
Posteriormente estudió Derecho en la Universidad de Chile, y más tarde obtuvo un diploma de especialización en metodología de la enseñanza y de la investigación jurídica en la Universidad de Stanford y en la de California en Los Ángeles.

## Carrera profesional y académica
Fue profesor titular de Derecho civil en las Escuelas de Derecho de las universidades de Chile, Diego Portales, de Tarapacá (Arica), de Atacama y Finis Terrae.
En 1986 se desempeñó como editor de la revista Cauce, opositora a la dictadura militar. Durante su gestión, fue detenido junto a otros miembros de la revista por la publicación de un artículo titulado «El arsenal de las dudas o las dudas del arsenal» (sobre la internación de armas de Carrizal Bajo), el cual fue acusado de contener «ofensas a las fuerzas armadas».
Fue director de investigaciones de la Fundación Fernando Fueyo Laneri, y director del Bachillerato en Ciencias Sociales de la Universidad La República. Entre 1990 y 1994 fue embajador de Chile ante la UNESCO.
Se desempeñó como Consejero Nacional de Televisión (miembro del Consejo Nacional de Televisión), vicepresidente de la Academia Chilena de Ciencias Sociales, Políticas y Morales del Instituto de Chile, miembro del Comité Científico de la SIBI Latinoamericana (Soc. Internacional de Bioética), del Capítulo chileno de la Association Henri Capitant y de la Asociación Andrés Bello de Juristas Franco-Latino-Americanos.
En 2009 fue homenajeado por la Universidad de Chile con la medalla Juvenal Hernández.

## Participación en política
Militó en el Partido Radical de Chile, entidad del que fue su vicepresidente en varias oportunidades.
Fue uno de los fundadores del Movimiento Unitario Social Demócrata, creado en 1986 por disidentes del Partido Social Democracia.
En 2009 apareció en la franja electoral de la candidatura presidencial de Marco Enríquez-Ominami.[cita requerida]

## Vida personal
Fue hijo de la educadora Gabriela Yáñez, y por lo tanto, nieto del periodista y político Eliodoro Yáñez, sobrino de la escritora María Flora Yáñez y del pintor y escritor Juan Emar.
Estuvo casado con Esther Edwards Orrego con quien tuvo tres hijos y luego, en un segundo matrimonio, con Luz María Edwards García Huidobro, con quien tuvo otros tres hijos y con quien estuvo casado hasta el final de su vida.
Fue bombero honorario de la 1° Compañía del Cuerpo de Bomberos de Santiago y miembro honorario del Cuerpo, al cual ingresó el 12 de abril de 1946. Desempeñó a lo largo de su vida los cargos de ayudante, teniente 1.º, secretario, capitán, director, consejero de disciplina, secretario general, superintendente, consejero superior de disciplina y Vicepresidente de la Junta Nacional de Bomberos de Chile. Recibió el título de Director Honorario del Cuerpo de Bomberos de Santiago el 14 de marzo de 1984. En septiembre de 2011 fue homenajeado por más de 200 voluntarios del Cuerpo de Bomberos de Santiago. Fue además masón.

## Obras
- Memorias de mis últimos 200 años (2006), ISBN 956-13-1920-9
- Derecho civil de la persona (2001), ISBN 956-10-1358-4
- Persona, pareja y familia (1995), ISBN 9561011093
- El patrimonio (1991), ISBN 9561011875
- La asunción de deudas y la cesión de contrato (1984)
- Curso de Derecho Civil, Tomo I (1974), ISBN 956-10-1097-6
- Curso de Derecho Civil, Tomo II (1974), ISBN 956-10-1098-4

### Otras publicaciones
- "La Bioética en Latinoamérica: perspectiva jurídica". Revista de derecho y genoma humano, ISSN 1134-7198, N.º 18, 2003, pags. 55-76
- "Hacia una integración supranacional de los principios rectores sobre el genoma humano: una visión personal desde la perspectiva latinoamericana". Revista de derecho y genoma humano, ISSN 1134-7198, N.º 14, 2001, pags. 97-126
- "El derecho a la intimidad, reserva o secreto: cambios de perspectiva a partir de las investigaciones sobre el genoma humano". Revista de derecho y genoma humano, ISSN 1134-7198, N.º 11, 1999, pags. 57-70
- "El Proyecto de Declaración Universal sobre el Genoma Humano de la UNESCO". Revista de derecho y genoma humano, ISSN 1134-7198, N.º 7, 1997, pags. 121-130
- "La enseñanza del derecho por el método de casos: 'la sociedad de los poetas muertos'". Estudios de derecho en homenaje a Raúl Tavolari Oliveros / coord. por Alejandro Romero Seguel; Raúl Tavolari Oliveros (hom.), 2007, pags. 597-604
- "Información genética y derecho a la identidad personal". Bioética y genética : II Encuentro Latinoamericano de Bioética y Genética. Cátedra Unesco de Bioética / coord. por Salvador Darío Bergel, José María Cantú, 2000, ISBN 987-507-184-6, pags. 123-142